# Stictoleptura deyrollei
Stictoleptura deyrollei là một loài bọ cánh cứng trong họ Cerambycidae.